# جاك كوسيت
جاك كوسيت هو لاعب هوكي جليد كندي، ولد في 20 يونيو 1954 في رووان نوراندا في كندا.

## وصلات خارجية
- جاك كوسيت على موقع دوري الهوكي الوطني (الإنجليزية)
- جاك كوسيت على موقع EliteProspects.com (الإنجليزية)
- جاك كوسيت على موقع HockeyDB.com (الإنجليزية)
- جاك كوسيت على موقع Hockey-Reference.com (الإنجليزية)